# Либертарианские демократы
Либертарианские демократы — в американской политике так принято называть сторонников Демократической партии придерживающихся либертарианских взглядов или взгляды, которых являются относительно либертарианскими по сравнению с политикой партии. Хотя либертарианские демократы распространены по всей территории США, наибольшим влиянием они пользуются в Новой Англии и западной части Соединённых Штатов.
В то время, как другие фракции демократической партии организованы в конгрессе (Форум прогрессивных конгрессменов, Коалиция синей собаки (консерваторы) и Коалиция новых демократов), депутаты из числа либертарианских демократов не организованы таким образом. Созданный в 1996 году Ханно Беком, Майком О’Мара и Эндрю Спарком Форум демократических свобод (англ. The Democratic Freedom Caucus, DFC) так и не смог стать всеобщей организацией либертарианских демократов. Эта группа состоят из членов Демократической партии поддерживающих Платформу форума, Декларацию принципов и Руководство для активистов. Руководство группы в настоящее время включает в себя около 40 депутатов национального и регионального уровня.

## Идеология
Либертарианские демократы поддерживают большинство позиций Демократической партии, расходясь с однопартийцами лишь по отдельным проблемам. Несмотря на то, что демократов либертарианского толка объединяет вера в личные свободы, они не всегда придерживаются одинаковых точек зрения по всем вопросам.
Либертарианские демократы в большей степени, чем большинство демократов поддерживают сокращение налогов, право на хранение и ношение оружия, однополые браки, легализацию марихуаны и невмешательство во внешней политике. Они выступают против дефицитного госбюджета, протекционизма и позитивной дискриминации, а также многих положений о малом бизнесе.
Либертарианские демократы придерживаются позиции партии в отношении гражданских прав, разделения церкви и государства, хабеас корпус для незаконных комбатантов и против бессрочного содержания под стражей без суда и обвинения в Гуантанамо, Патриотического акта США и несанкционированных прослушиваний телефонных разговоров.
Придерживаясь относительно либертарианской идеологии свободные демократы отличаются от Либертарианской партии своими взглядами на такие вопросы, как защита прав потребителей, реформа здравоохранения, права рабочих и профсоюзов, антимонопольное законодательство и общий объём участия государства в экономике.

## История
Предшественниками либертарианских демократов можно считать радикальных демократов первой половины XIX века, выступавших за свободную торговлю, правовую защиту профсоюзов, расширение права голоса и создание системы государственных банков, против бумажных («мягких») денег финансовых спекуляций, монополий и антииммигрантских законов. Самой их известной организацией была нью-йоркская фракция Locofocos. К этой фракции был близок Мартин Ван Бюрен, восьмой президент Соединённых Штатов Америки. После того как началась Гражданская война в США, вызвавшая раскол Демократической партии, эти вопросы на время потеряли свою актуальность.
После Гражданской войны к власти в партии пришли Бурбоновские демократы (англ. Bourbon Democrats), сторонники классического либерализма, выступавшие за свободную торговлю, золотой стандарт и ограниченное влияние государства на функционирование экономики, против империализма и зарубежной экспансии, а также поддерживавшие запрет алкоголя. Самым известным бурбоновским демократом был Гровер Кливленд, дважды становившийся президентом США. После кризиса 1893 года и массовых стачек 1894 года классические либеральные идеалы и их носители потеряли свою привлекательность в глазах многих сторонников демократов. Начавшаяся в партии внутренняя борьба закончилась победой популистов и сторонников биметаллизма во главе с У. Дж. Брайаном.
Вновь идеи классического либерализма стали пользоваться популярностью в Демократической партии в 2000-х годах. Так, после провала на выборах 2004 года многие деятели демократов выступили за пересмотр традиционной для партии позиции в отношении контроля над огнестрельным оружием. Инициаторами обсуждения стали Говард Дин, Билл Ричардсон, Брайан Швейцер и другие конгрессмены, избранные в штатах, где Вторая поправка имеет важное значение для избирателей.

## Самые известные деятели
- Члены палаты представителей США (в том числе бывшие):
  - Джордж Кеннет Баттерфилд (Северная Каролина)
  - Майкл Мишо (Мэн)
  - Джаред Полис (Колорадо)
  - Майк Томпсон (Калифорния)
  - Деннис Кусинич (Огайо, бывший)
  - Майк Росс (Арканзас, бывший)
  - Тим Пенни (Миннесота, бывший)
- Сенаторы США (в том числе бывшие)
  - Рон Уайден (Орегон)
  - Расс Файнголд (Висконсин, бывший)
  - Майк Гравел (Аляска, бывший)
  - Уильям Проксмайр (Висконсин, бывший)
- Губернаторы штатов (в том числе бывшие)
  - Джерри Браун (Калифорния)
  - Мэгги Хэссан (Нью-Гемпшир)
  - Джон Кицхабер (Орегон)
  - Деваль Патрик (Массачусетс)
  - Питер Шамлин (Вермонт)
  - Брайан Швейцер (Монтана, бывший)
  - Джон Линч (Нью-Гемпшир, бывший)
  - Джон Бальдаччи (Мэн, бывший)
  - Джон Корзин (Нью-Джерси, бывший)
  - Говард Дин (Нью-Джерси, бывший)
  - Дейв Фройдентал (Вайоминг, бывший)
  - Билл Ричардсон (Нью-Мексико, бывший)
- Генеральные прокуроры штатов (в том числе бывшие)
  - Гэри Кинг (Нью-Мексико)
  - Терри Годдард (Аризона)
- Другие
  - Камилла Паглиа (феминистка, педагог и писатель)
  - Джин Бёрнс, хозяин KGO Radio и бывший кандидат в президенты США
  - Терри Майкл, бывший пресс-секретарь Национального комитета Демократической партии